# Altezza media ponderale
Data la proiezione sul piano orizzontale (xy) di un complesso volumetrico costituito da più solidi elementari, l'altezza media ponderale è la misura sull'asse z di quel valore che moltiplicato per la superficie proiettata equivale al volume dato.

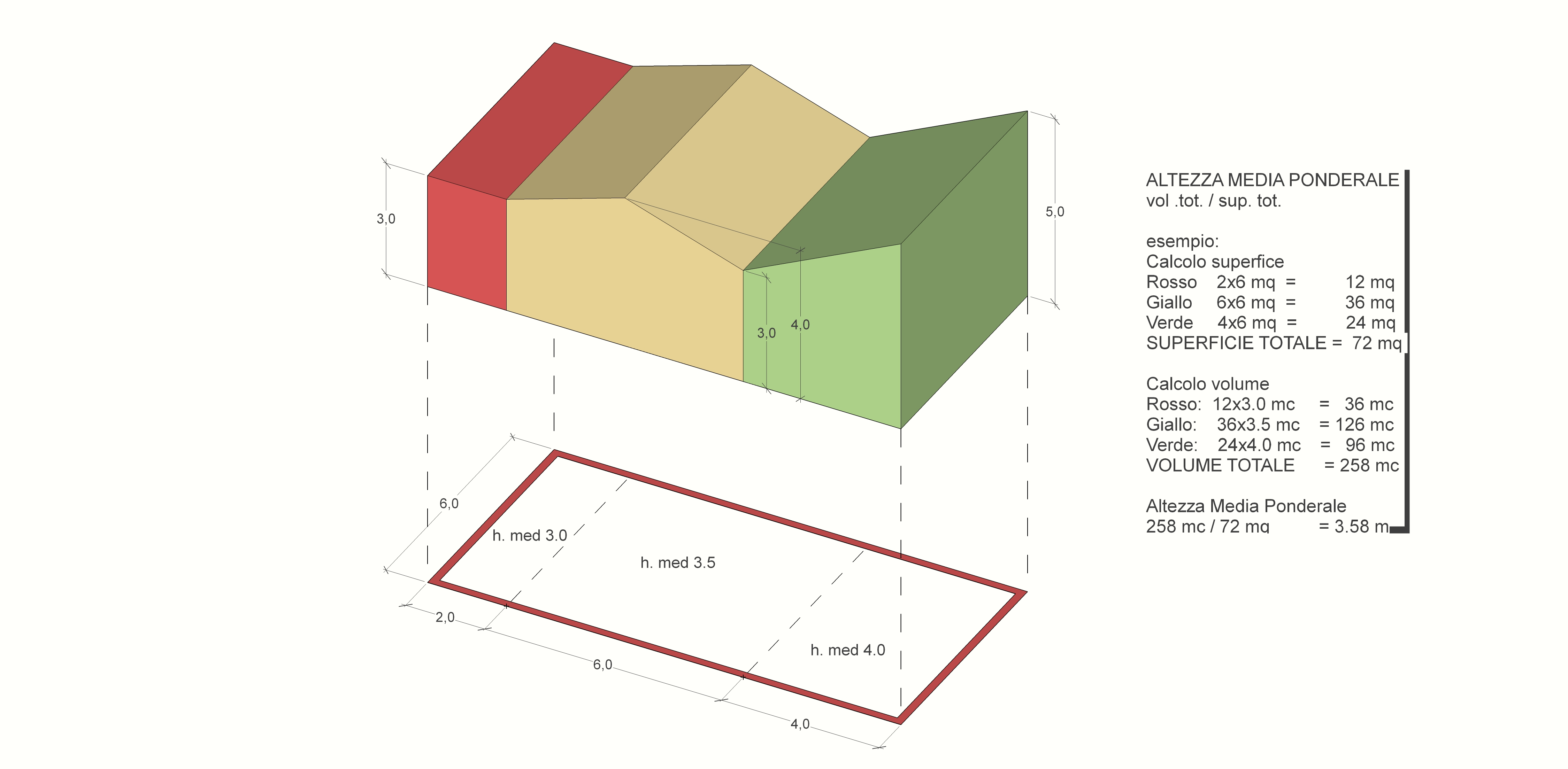
Esempio di calcolo di altezza media ponderale

## Applicazioni
Un caso pratico è rappresentato dall'altezza dei vani abitativi nel caso in cui i solai di copertura abbiano diverse altezze. L'altezza media ai fini abitativi si calcola sommando i volumi dati dalle aree con altezza specifica e dividendo tale valore per la superficie totale.
{\displaystyle {\text{Altezza media ponderale}}={\frac {\text{volume totale}}{\text{superficie totale}}}}